# Baume noir de Riga
Pour les articles homonymes, voir Baume.
Le baume noir de Riga (letton : Rīgas Melnais balzams) est un amer traditionnel letton produit à partir de nombreux ingrédients naturels mélangés à de la vodka pure pour faire une boisson titrant 45°. Il peut être consommé pur, mélangé chaud avec du thé, du café ou du jus de cassis, mélangé à de l'eau gazeuse, un soda ou encore incorporé à des cocktails. La boisson est noire et amère avec une douceur caractéristique.

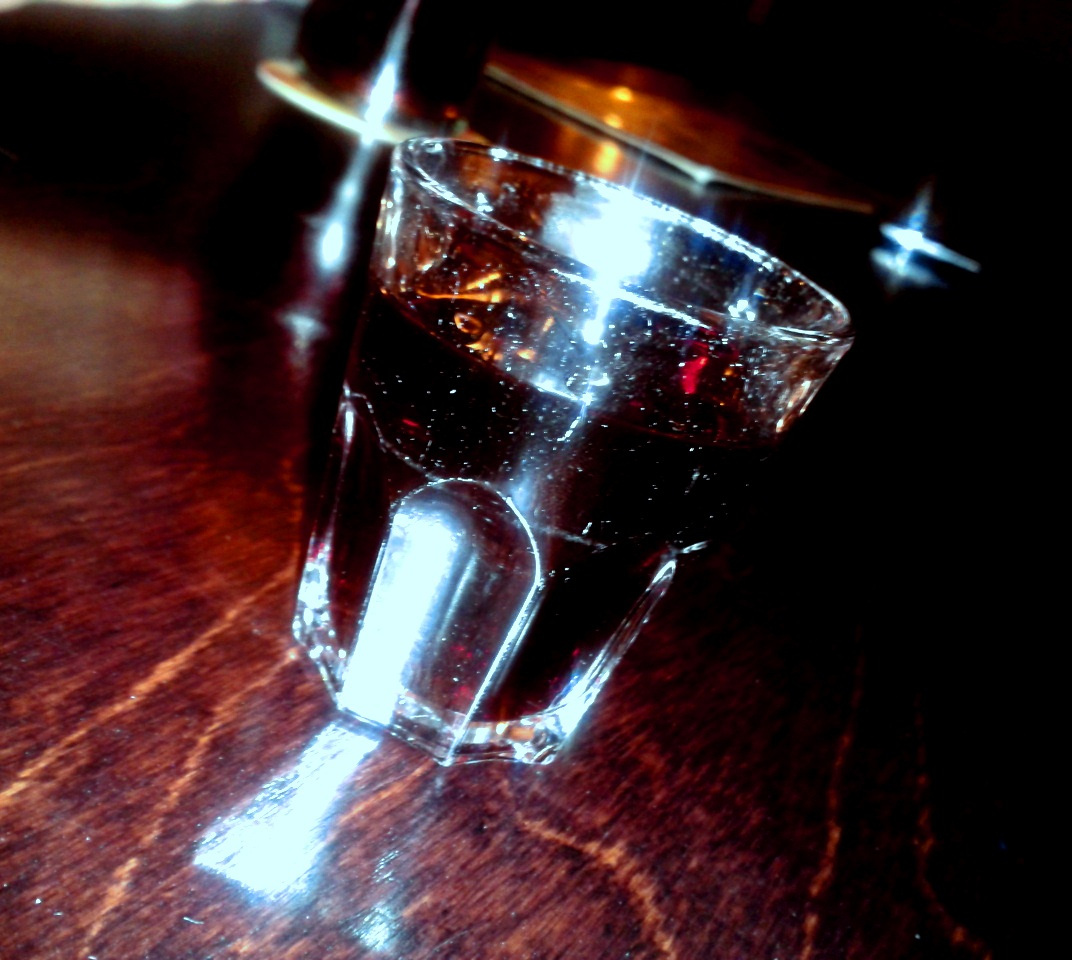
Baume noir de Riga cassis.

Le baume noir de Riga est produit par JSC Latvijas Balzams. La recette originale a été créée au XVIIIe siècle par Abraham Kunze, un pharmacien de Riga, et incorpore 24 différents ingrédients, plantes, fleurs, bourgeons, jus, racines, huiles et baies. La liqueur est préparée dans des tonneaux en chêne et est vendu dans des flacons de céramique faits à la main. La liqueur a obtenu une trentaine de prix lors de salons internationaux.
Le baume noir est aussi parfois utilisé en médecine traditionnelle. Il est souvent utilisé contre le rhume ou des problèmes digestifs. Selon la légende, l'impératrice Catherine II de Russie, tombée malade lors d'une visite en Lettonie, fut soignée avec succès en buvant du baume.